# Zehlendorf (stadsdel i Berlin)
Zehlendorf ( uttal (fil)) är en stadsdel i stadsdelsområdet Steglitz-Zehlendorf i Berlin, Tyskland.